# A Good Loser
Pour plus de détails, voir Fiche technique et Distribution.
A Good Loser est un film américain réalisé par Dick Donaldson, sorti en 1918.

## Synopsis
Harry Littlejohn part chercher fortune dans l'Ouest et laisse derrière lui sa fiancée Evelyn Haselton. Il y contracte une pneumonie et n'échappe à la mort qu'aux bons soins du Docteur Jim, avec qui il devient ami. Plus tard, le docteur part dans l'Est au chevet d'un ami mourant, tombe amoureux de sa fille et l'épouse. Lorsque les jeunes mariés reviennent chez le docteur, Harry est surpris de découvrir que la jeune épouse n'est autre que sa fiancée Evelyn, mais, par respect pour le docteur, il ne lui dit rien. Jim est surchargé de travail et est souvent absent de chez lui, et Evelyn s'imagine que son mari ne l'aime plus et accepte de s'enfuir avec Jack Monroe. Harry découvre leurs plans et un duel au pistolet éclate entre Harry et Jack, Jack est tué mais Harry est grièvement blessé. Le docteur croit un instant que c'est Harry qui voulait fuir avec sa femme, mais il apprend la vérité au moment où son ami décède. Evelyn est pardonnée par son mari et reprend la vie commune.

## Fiche technique
- Titre original : A Good Loser
- Réalisation : Dick Donaldson
- Scénario : George Elwood Jenks, d'après une histoire de John W. Short
- Photographie : Gus Peterson
- Société de production : Triangle Film Corporation
- Société de distribution : Triangle Distributing Corporation
- Pays de production :  États-Unis
- Langue originale : anglais
- Format : noir et blanc — 35 mm — 1,37:1 — Film muet
- Genre : Western
- Durée : 50 minutes
- Date de sortie :
  - États-Unis : 7 juillet 1918
- Licence : Domaine public

## Distribution
- Lee Hill : Harry Littlejohn
- Arthur Millett : Docteur Jim
- Peggy Pearce : Evelyn Haselton
- Richard Rosson : Jack Monroe
- Graham Pettie : McCoy
- Pete Morrison : Long William